# Aconitum brevilimbum
Aconitum brevilimbum är en ranunkelväxtart som beskrevs av Lucien André Andrew Lauener. Aconitum brevilimbum ingår i släktet stormhattar, och familjen ranunkelväxter. Inga underarter finns listade i Catalogue of Life.